# 原德商東興洋行
原德商東興洋行位於臺南市安平區，原名為「Julius Mannich & CO.」，是直轄市定古蹟、安平五洋行之一。

## 沿革

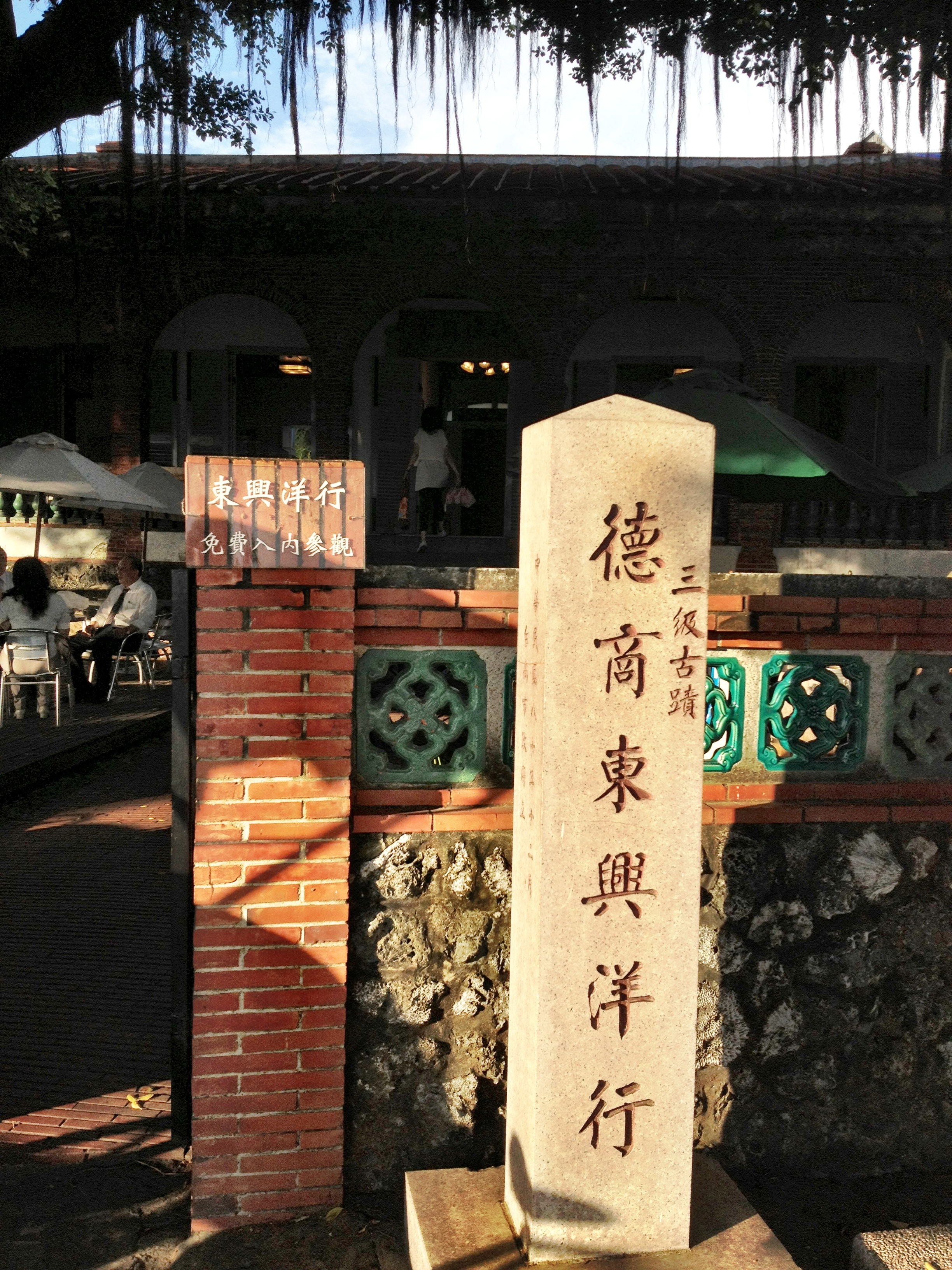
東興洋行石牌

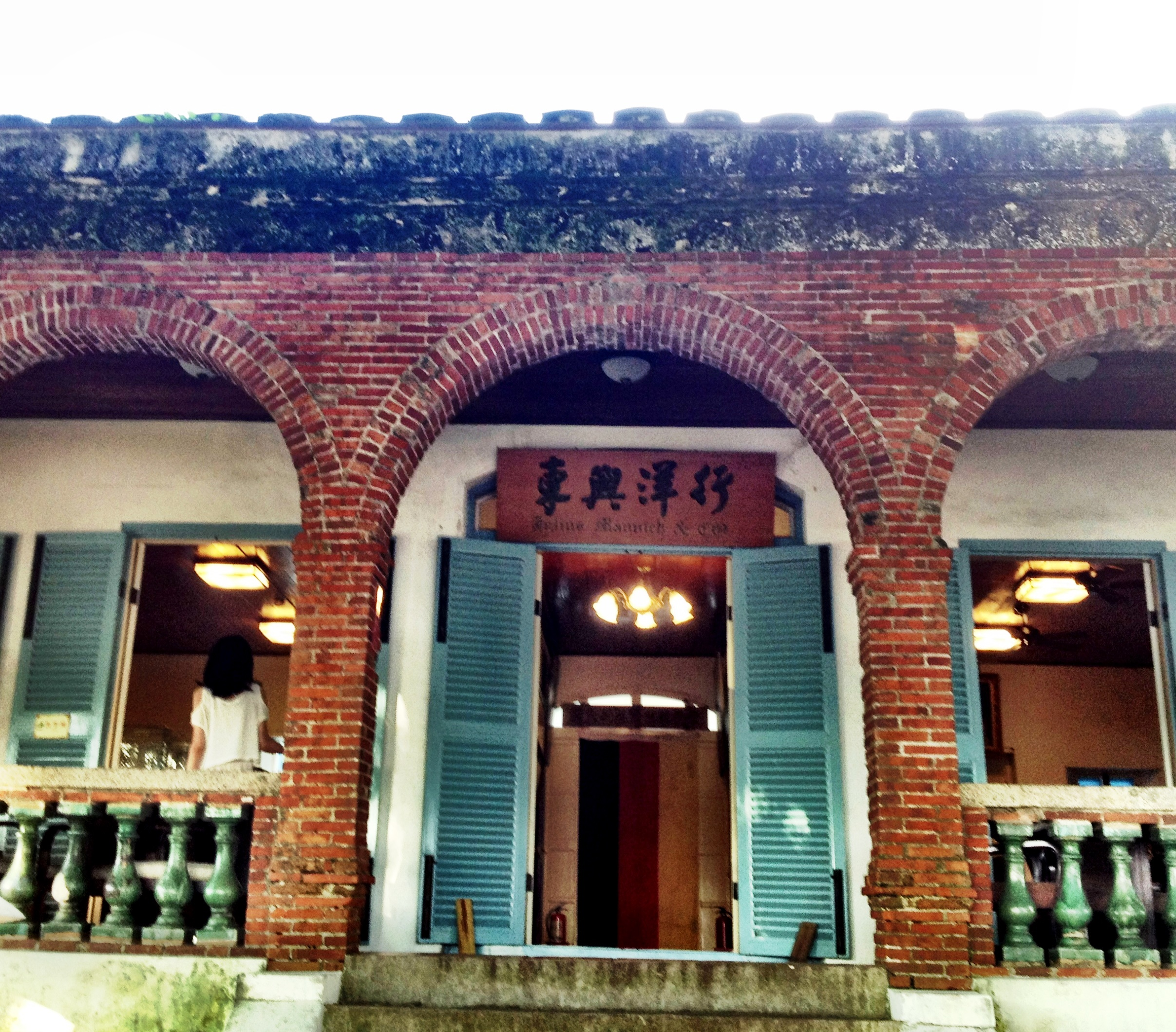
東興洋行門口

在清廷簽訂天津條約，安平港成為通商口岸後，德國商人東興（Julius Mannich）與彼得森（J. Peterson）來到安平開設洋行。該洋行的主要業務是經營糖與樟腦的出口，也代理輪船運輸的業務。
進入日治時期後，由於鴉片、樟腦等被收為專賣，導致洋行營業額不如往日，東興洋行遂結束營業。結束營業之後，洋行的建築便由日本政府接管，於明治三十四年（1901年）在此設立臺南廳安平支廳。而到了大正九年（1920年），又改設為臺南警察署安平出張所。
二次大戰後，此處成為了清潔隊員宿舍，到了民國七十三年（1984年）才由臺南市政府收回，並整修為「安平外商貿易紀念館」。館內除展覽安平300多年來外商貿易史與物產外，也介紹了19世紀的德國在各方面發展，並以實景實物的擺設呈現當時典型的德國起居室。此外目前該建築在前方設有露天餐廳，假日時還有歌舞表演。
1985年11月27日，經內政部公告為三級古蹟。
1997年，《文化資產保存法》修法後，取消古蹟三級分制。東興洋行成為市定古蹟。2010年12月，臺南縣市合併升格後，成為直轄市定古蹟。

## 建築特色

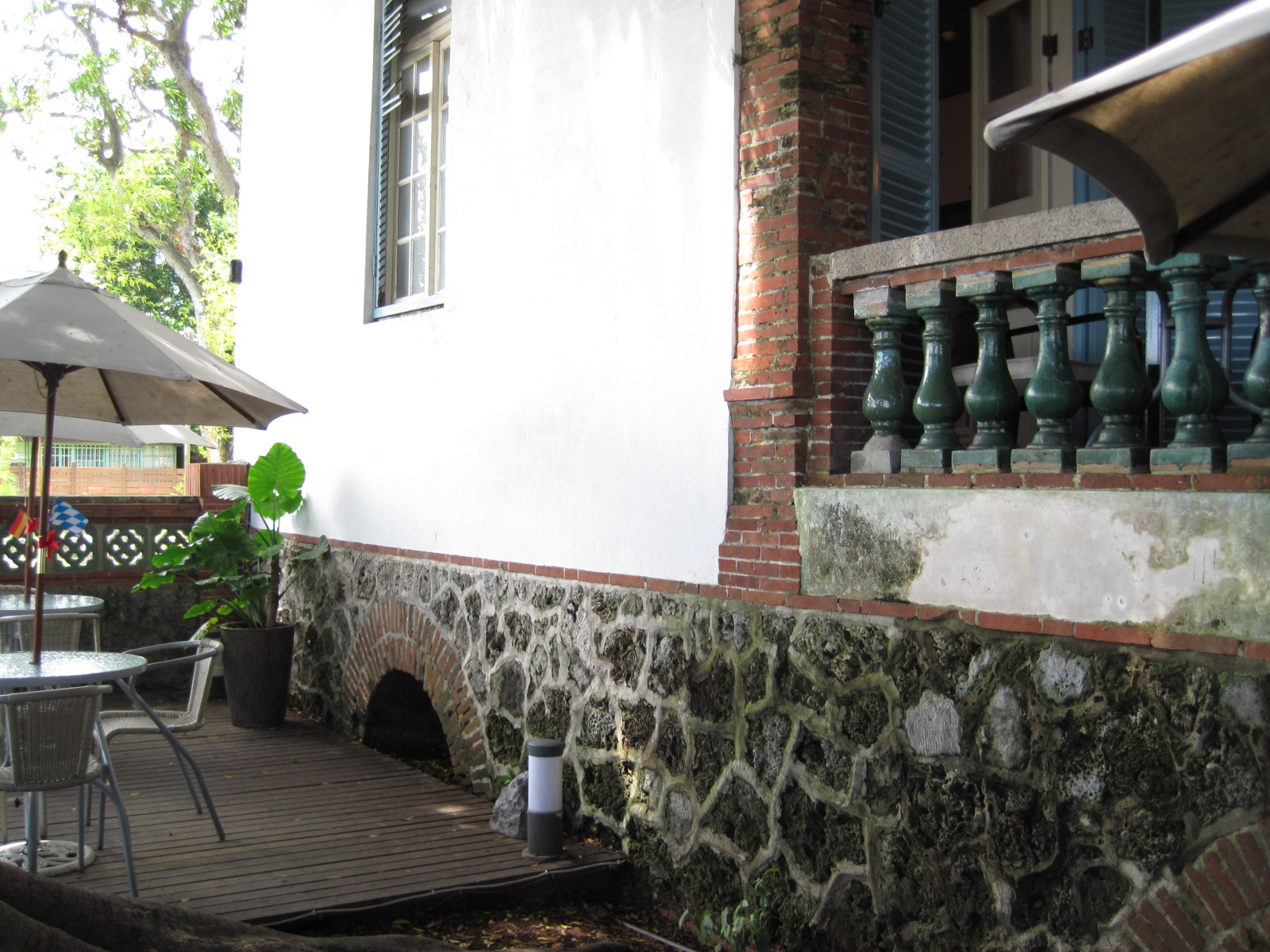
東興洋行的基座。可從此圖看到基座的通風口、拱廊的綠釉花瓶形欄杆和最外側開間的白牆與長窗。

東興洋行座東朝西，單棟建築物僅一層樓高，下有老古石所砌的基座，並開有通風口以防受潮。其面寬有七開間，中間的五開間為磚造的拱圈，而最外面的兩開間則是開有兩扇長窗的白牆。拱廊的欄杆使用綠釉花瓶飾，是中國陶藝與西方花瓶欄杆形式的結合。
要進入室內必須走樓梯上去，而正中間為走道，房間位於兩側，並在其中裝有壁爐。其地板為木質，而屋頂則用傳統的閩南紅板瓦。而整體來說，該建築可說是以本土建材來營造西方空間的一個佳例。

## 外部連結
- 文化部文化資產局——原德商東興洋行 （页面存档备份，存于）